# 테오도르 준 박
테오도르 준 박(Theodore Joon Park, 1965년 ~)은 미국 출신의 종교인, 명상지도가이다. 재미교포 2세로 하버드 대학교 비교종교학과를 졸업. 뉴욕대학교 대학원 심리학과 수료하였고 송담 선사 밑에서 환산(還山)을 법명으로 출가하였다. 2013년부터 송담선사로부터 배운 선불교의 참선법을 일반인들에게 알리기 위해 대중 법회 및 방송을 시작하였다. 한국 거주 외국인들을 위한 영어 법문을 하고 있으며, 그 밖에도 서울대, 고려대, 연세대 등 젊은 대학생들 불자회 지도법사로 활동하였다. 2019년 환속하였다.

## 학력
- 1987: 미국 하버드 대학교(Harvard University) 비교종교학(The Comparative Study of Religion) 졸업
- 1999 - 2000: New York University M.A. Program in Psychology (심리학 석사 프로그램 수료)

## 이력
- 87-90: 송담 선사를 찾아 한국행. 행자 과정을 거침.
- 1990: 사미계 수계 (은사, 계사: 송담스님)
- 1995: 비구계 수계 및 인천 용화사 법보선원에서 수행 정진
- 2003 - 현재: 송담선사의 시자
- 2006 - 2015.5: 용화선원 시민선방 입승
- 2011 - 2014: 용화선원 문화센터 "영어로 불교" 강사
- 2011 - 2014: 용화선원 시민선방 참선초심자수업 강사
- 2013: 용화선원 국제참선 프로그램 지도법사
- 2013: 용화선원 국내 대학생 참선템플스테이 프로그램 지도법사
- 2013-현재: 서울대학교 총불교학생회, 고려대학교 및 연세대학교 불교학생회 지도법사